# 川端幹人
川端 幹人（かわばた みきと、1959年 - ）は、日本の編集者、ジャーナリスト。
東日本大震災における反原発の論客でもある。

## 来歴・人物
和歌山県生まれ。和歌山県立海南高等学校、中央大学法学部法律学科卒業。
大学在学中よりビニ本出版社「九鬼」にアルバイトとして出入りし、ハミング社（後の英知出版、宇宙企画）を経て、噂の眞相に入社し（1983年）、岡留安則編集長のもとで副編集長に就任する（1985年）。同時に日活ロマンポルノ（ロマンX）の脚本を手掛けた。
噂の真相では、皇室、検察スキャンダル・扇動記事などを執筆。2000年6月号に雅子妃を「雅子」と呼び捨てにする記述があったため、2000年6月7日には岡留とともに日本青年社三多摩本部の襲撃をうけ、肋骨骨折で全治3週間の傷を負った。
同誌の休刊後は、フリーのライター・編集者として活動。マガジンハウス「ダカーポ」等の編集に携わった。その後、元噂の真相のデスクであった神林広恵と共に、株式会社ロストニュースを立ち上げる。株式会社サイゾーと共同で2014年7月からニュースWebサイト「LITERA」を立ち上げた。
現在は沖縄県で暮らしている。

## ネット上での発言
2011年4月頃、東日本大震災に関連して、日本が原子力発電に依存している理由について以下の投稿を行った。
・原発批判を行うメディアに対し抗議を行う原子力団体の背後には、電力・原子力業界と保守論壇誌WiLLが関わっている。
・ 東京電力は福島で、原発批判を封じ込めるために元暴力団組長が発行する地元誌に広告を掲載させていた。
・ 東京電力が芸能人より評論家、ジャーナリストを積極的に起用するのは、社会的な影響力を持つ彼らを洗脳して、安全神話を拡散させるのが狙いである。
・ 原発批判は70〜90年代の頃から金権により徹底的に排除されていた。
その他
・自身の活動に否定的な人物を侮辱的に呼んでいる。
・ 石原慎太郎の息子で俳優の石原良純に、中傷的な投稿をしている。

## 著書
- 『タブーの正体！ マスコミが「あのこと」に触れない理由 』 ちくま新書、2012年。ISBN 4480066454

### 共著
- 岡留安則編著 『Rの総括―リクルートの犯罪性と疑獄の再検証』 木馬書館、1990年。ISBN 4943931197
- 噂の真相取材班 『日本新党のウソ、平成維新のデマ―自民党延命のための二つのワナ』 第三書館、1993年。ISBN 4807493302
- 宮崎哲弥、川端幹人 『事件の真相!』ソフトバンククリエイティブ、2006年。ISBN 4797337974
- 宮崎哲弥、川端幹人 『中吊り倶楽部 「メディアの辻説法師」と「業界の地獄耳」の高級時事漫談 』洋泉社、2008年。ISBN 486248333X
- 森功、寺澤有、伊藤博敏、西岡研介、川端幹人 『誰も書けなかった日本のタブー 原発と山口組と芸能裏人脈編』 宝島SUGOI文庫、2011年。ISBN 479668669X

## 編著
- 荒木経惟 『包茎亭日乗―アラーキーの愛とエロスと偽りの写真集2628日記』 イーストプレス、1994年。ISBN 4872570316
- 荒木経惟 『包茎亭日乗 完』 ビレッジセンター出版局、2004年。ISBN 4894361493

## 脚本
- 『ザ・本番 湘南のお嬢さま』 （1986年 監督 高槻彰）
- 『ザ・本番 女体フルコース』（1986年 監督 高槻彰）
- 『ザ・本番 アイドル歌手篇』 （1987年 監督 高槻彰）
- 『裏・本番 陶酔ビデオクィーン』 （1987年 監督 高槻彰）
- 『ナマ本番 同棲』（1987年 監督 高槻彰）

## 関連人物
さいとうまこと - AV監督。テレビ番組制作会社勤務中に川端に誘われ宇宙企画に入社。